# Barranc dels Covilars
El Barranc dels Covilars és un dels rius del terme de la Torre de Cabdella, dins de l'antic terme primigeni d'aquest municipi.
Neix al vessant de ponent de lo Tossal, al Corralet de la Pala, a 2.371 m. alt. Des d'aquell lloc davalla cap al sud-oest, tot i que el darrer tram torç cap a ponent. Passa a llevant de la Cogulla i s'aboca en el Flamisell al sud de la Torre de Cabdella.